# Вальс на Мтацминде
«Вальс на Мтацминде» (груз. ვალსი მთაწმინდაზე) — советский комедийный короткометражный фильм в киноальманахе «Любовь, велика сила твоя», снятый на киностудии «Грузия-фильм» в 1975 году.

## Сюжет
Девушка из деревни решила поступить в театральный институт. Влюбленный в неё юноша, который не хочет уезжать из деревни, вслед за ней сдаёт документы в тот же институт. Он поступает, а она нет. В финале оба возвращаются в деревню, так как он не хочет учиться без неё.

## В ролях
- Хатуна Хобуа
- Вахтанг Панчулидзе
- Баадур Цуладзе